# Liste der Straßen und Plätze in Podemus

Lage der Gemarkung Podemus in Dresden

Die Liste der Straßen und Plätze in Podemus beschreibt das Straßensystem im Dresdner Ortsteil Podemus mit den entsprechenden historischen Bezügen. Aufgeführt sind Straßen, die im Gebiet der Gemarkung Podemus liegen. Kulturdenkmale in der Gemarkung Podemus sind in der Liste der Kulturdenkmale in Podemus aufgeführt.
Podemus ist Teil der Ortschaft Gompitz, die wiederum zum statistischen Stadtteil Gompitz/Altfranken der sächsischen Landeshauptstadt Dresden gehört. Wichtigste Straße in der Podemuser Flur ist die Kreisstraße 6241, die vom benachbarten Roitzsch kommend über Podemus, Merbitz und Mobschatz nach Cossebaude. Insgesamt gibt es in Podemus einen benannten Platz und acht benannte Straßen, die in der folgenden Liste aufgeführt sind.

## Legende
Die nachfolgende Tabelle gibt eine Übersicht über die vorhandenen Straßen und Plätze im Ortsteil sowie einige dazugehörige Informationen. Im Einzelnen sind dies:
- Name/Lage: Aktuelle Bezeichnung der Straße oder des Platzes sowie unter ‚Lage‘ ein Koordinatenlink, über den die Straße oder der Platz auf verschiedenen Kartendiensten angezeigt werden kann. Die Geoposition gibt dabei ungefähr die Mitte der Straße an.
- Länge/Maße in Metern: Die in der Übersicht enthaltenen Längenangaben sind nach mathematischen Regeln auf- oder abgerundete Übersichtswerte, die in Google Earth mit dem dortigen Maßstab ermittelt wurden. Sie dienen eher Vergleichszwecken und werden, sofern amtliche Werte bekannt sind, ausgetauscht und gesondert gekennzeichnet. Bei Plätzen sind die Maße in der Form a × b dargestellt. Der Zusatz ‚im Stadtteil‘ bzw. ‚im Ortsteil‘ gibt an, wie lang die Straße innerhalb des Stadt-/Ortsteils ist, sofern sie durch mehrere Stadt-/Ortsteile verläuft.
- Namensherkunft: Ursprung oder Bezug des Namens.
- Jahr der Benennung: Zeitpunkt, zu dem die Straße ihren heute gültigen Namen erhielt (sofern bekannt).
- Anmerkungen: Weitere Informationen bezüglich anliegender Institutionen, der Geschichte der Straße, historischer Bezeichnungen, Baudenkmalen usw.
- Bild: Foto der Straße.

## Straßenverzeichnis
| Name/Lage                  | Länge/Maße | Namensherkunft                                            | Jahr der Benennung | Anmerkungen | Bild                                 |
| -------------------------- | ---------- | --------------------------------------------------------- | ------------------ | --- | ------------------------------------ |
| Altpodemus Lage            |            | Alter Dorfkern von Podemus                                |                    | Podemus entstand als Rundweiler. |                                      |
| Ockerwitzer Weg Lage       |            | Ockerwitz, südöstlicher Nachbarortsteil                   |                    | |                                      |
| Pennricher Weg Lage        |            | Pennrich, südöstlicher Nachbarortsteil                    |                    | |                                      |
| Podemuser Hauptstraße Lage |            | Hauptstraße in Podemus                                    |                    | Die Podemuser Hauptstraße ist der alte Verbindungsweg von Merbitz nach Podemus und Teil der Kreisstraße 6241. | Gebäude an der Podemuser Hauptstraße |
| Podemuser Ring Lage        |            | Podemus                                                   |                    | |                                      |
| Roitzscher Landstraße Lage |            | Landstraße in den westlich benachbarten Ortsteil Roitzsch |                    | Die Roitzscher Landstraße ist der alte Verbindungsweg von Roitzsch nach Podemus und Teil der Kreisstraße 6241. |                                      |
| Zschonergrund Lage         |            | Zschonergrund                                             |                    | Die Straße Zschonergrund verbindet Podemus mit Ockerwitz. |                                      |
| Zschonergrundweg Lage      |            | Zschonergrund                                             |                    | Der Zschonergrundweg beginnt in Steinbach und folgt dem Zschonerbach bis nach Kemnitz, wo er zur Zschonergrundstraße wird. |                                      |
| Zum Schwarm Lage           |            | Schwärme (Flurname)                                       |                    | Die Straße Zum Schwarm führt unter der A 4 hindurch nach Brabschütz. Die Schwärme sind die Feldfluren um das Autobahndreieck Dresden-West zwischen Rennersdorf und Roitzsch. Nach ihnen ist auch der Schwarmweg in Unkersdorf benannt. |                                      |